# Élections municipales de 1989 à Dunkerque
Les élections municipales ont lieu les 12 et 19 mars 1989 à Dunkerque.

## Mode de scrutin
Le mode de scrutin à Dunkerque est celui des villes de plus de 1 000 habitants : la liste arrivée en tête obtient la moitié des 49 sièges du conseil municipal. Le reste est réparti à la proportionnelle entre toutes les listes ayant obtenu au moins 5 % des suffrages exprimés. Un deuxième tour est organisé si aucune liste n'atteint la majorité absolue et au moins 25 % des inscrits au premier tour. Seules les listes ayant obtenu aux moins 10 % des suffrages exprimés peuvent s'y présenter. Les listes ayant obtenu au moins 5 % des suffrages exprimés peuvent fusionner avec une liste présente au second tour.

## Contexte
Après la fermeture des Chantiers de France fleuron de la construction navale à Dunkerque en 1987, l'économie est en berne, Claude Prouvoyeur (CNIP) décide de se représenté pour donner un nouvel élan à la Ville. Face à lui Michel Delebarre ministre socialiste des transports et de la Mer
et Philippe Emmery pour le FN.

## Résultats[1]
- Maire sortant : Claude Prouvoyeur (CNIP)
- 49 sièges à pourvoir (population légale 1982 : 73 120 habitants)

| Candidat        | Candidat           | Parti          | Premier tour | Premier tour | Second tour | Second tour |
| Candidat        | Candidat           | Parti          | Voix         | %            | Voix        | %           |
| --------------- | ------------------ | -------------- | ------------ | ------------ | ----------- | ----------- |
|                 | Claude Prouvoyeur* | CNIP           | 16 747       | 47,42        | 18 381      | 49,83       |
|                 | Michel Delebarre   | PS             | 16 251       | 46,01        | 18 497      | 50,16       |
|                 | Philippe Emmery    | FN             | 2 322        | 6,57         |             |             |
|                 |                    |                |              |              |             |             |
| Inscrits        | Inscrits           | Inscrits       | 48 633       | 100,00       | 48 633      | 100,00      |
| Abstentions     | Abstentions        | Abstentions    | 12 328       | 25,34        | 10 845      | 22,29       |
| Votants         | Votants            | Votants        | 36 305       | 74,65        | 37 788      | 77,70       |
| Blancs et nuls  | Blancs et nuls     | Blancs et nuls | 985          | 2,02         | 910         | 1,87        |
| Exprimés        | Exprimés           | Exprimés       | 35 320       | 72,62        | 36 878      | 75,82       |
| * Maire sortant |                    |                |              |              |             |             |

## Logos des candidats

Logo Claude Prouvoyeur
Logo Michel Delebarre